# Хорошевский сельский совет (Петропавловский район)
Хорошевский сельский совет (укр. Хорошівська сільська рада) — входит в состав
Петропавловского района
Днепропетровской области
Украины.
Административный центр сельского совета находится в 
с. Хорошее.

## Населённые пункты совета
- с. Хорошее
- с. Кохановка
- с. Старый Колодец